# Alaksandr Archipau
Alaksandr Michajławicz Archipau (biał. Аляксандр Міхайлавіч Архіпаў, ros. Александр Михайлович Архипов, Aleksandr Michajłowicz Archipow; ur. 27 sierpnia 1959 w Bobrujsku) – białoruski prawnik, prokurator i polityk, w latach 2000–2008 deputowany do Izby Reprezentantów Zgromadzenia Narodowego Republiki Białorusi II i III kadencji.

## Życiorys
Urodził się 27 sierpnia 1959 roku w mieście Bobrujsk, w rejonie bobrujskim obwodu mohylewskiego Białoruskiej SRR, ZSRR. Ukończył Charkowski Instytut Prawa im. Feliksa Dzierżyńskiego, uzyskując wykształcenie prawnika. Pracę rozpoczął w urzędzie gospodarki mieszkaniowej miasta Bobrujska. Odbył służbę wojskową w szeregach Sił Zbrojnych ZSRR. Był operatorem maszyny do piłowania drewna w Bobrujskim Przedsiębiorstwie Obróbki Drewna, pracował przy pakowaniu w Bobrujskiej Fabryce Meblowej. Po ukończeniu studiów był śledczym prokuratury, prokuratorem rejonu kirowskiego, prokuratorem rejonu lenińskiego miasta Mohylewa.
21 listopada 2000 roku został deputowanym do Izby Reprezentantów Zgromadzenia Narodowego Republiki Białorusi II kadencji z Mohylewskiego-Lenińskiego Okręgu Wyborczego Nr 70. Pełnił w niej funkcję przewodniczącego Stałej Komisji ds. Prawodawstwa i Kwestii Sądowo-Prawnych. Wchodził w skład zjednoczenia deputackiego „Za Związek Ukrainy, Białorusi i Rosji” oraz grup deputackich „Wspieranie Rozwoju Ekonomicznego” i „Przyjaciele Bułgarii”. 16 listopada 2004 roku został deputowanym do Izby Reprezentantów III kadencji z Mohylewskiego-Lenińskiego Okręgu Wyborczego Nr 71. Pełnił w niej funkcję przewodniczącego tej samej komisji. Był także deputowanym do Zgromadzenia Parlamentarnego Związku Białorusi i Rosji. Pełnił w nim funkcję członka Komisji ds. Prawodawstwa i Przepisów. Jego kadencja w Izbie Reprezentantów zakończyła się 27 października 2008 roku.

## Odznaczenia
- Order Honoru;
- Gramota Pochwalna Zgromadzenia Narodowego Republiki Białorusi[4].

## Życie prywatne
Alaksandr Archipau jest żonaty, ma syna i córkę.